# Escritas do romani
A língua romani foi durante a maior parte de sua história uma língua inteiramente oral, sem forma escrita de uso comum. Embora o primeiro exemplo de Romani escrito seja de 1542, só no século XX é que surgiram os escritos vernáculos dos [ciganos] nativos.
Antologias inerentes de contos populares e poemas romanos formados no século XX na Europa Oriental, utilizando as mesmas escritas nacionais (latinas ou circulares).
O Romani escrito no século XX usava os sistemas de escrita de suas respectivas sociedades hospedeiras, principalmente o alfabeto latino usado pelas línguas romena, checa, croata, etc.

## Padronização
Atualmente não existe uma única ortografia padrão usada tanto por acadêmicos quanto por falantes nativos. Os esforços dos planejadores da linguagem foram prejudicados pelas divisões dialetais significativas no Romani: a ausência de uma fonologia padrão, por sua vez, torna problemática a seleção de uma única forma escrita.
Em um esforço para superar isso, durante as décadas de 1980 e 1990 Marcel Courthiade propôs um modelo de unificação ortográfica baseado na adoção de uma ortografia metafonológica, que "permitiria que a variação dialetal fosse acomodada ao nível fonológico e nível fonológico ". Este sistema foi apresentado à União Internacional Romani em 1990, que o adotou como o" alfabeto oficial "da organização. Esse reconhecimento pela União Internacional Romani permitiu que o sistema de Courthiade se qualificasse para receber financiamento da Comissão Europeia.
Apesar de ser usado em várias publicações, como a gramática do Romani compilada por Gheorghe Sarău  e a publicação polonesas Informaciaqo lil, o padrão IRU ainda não encontrou uma ampla base de apoio dos escritores Romani. Um motivo para a relutância em adotar esse padrão, de acordo com o Rom canadense Ronald Lee, é que a ortografia proposta contém uma série de caracteres especializados não encontrados regularmente em teclados europeus, como θ and ʒ.
Em vez disso, o padrão mais comum entre falantes nativos é que os autores individuais usem uma ortografia baseada no sistema de escrita da língua de contato dominante: assim, língua romeno na Romênia, húngaro na Hungria e assim por diante. Uma tendência atualmente observável, no entanto, parece ser a adoção de uma ortografia vagamente orientada para o inglês, desenvolvida espontaneamente por falantes nativos para uso online e por e-mail.
Descritiva linguística tem, no entanto, uma longa e estabelecida tradição de transcrição. Apesar das pequenas diferenças entre os lingüistas individuais na representação de certos fonemas a maioria adere a um sistema que Hancock chama de Pan-Vla .

## Escrita latina
A esmagadora maioria da literatura acadêmica e não acadêmica produzida atualmente em Romani é escrita usando uma ortografia latina. Existem três sistemas principais que podem ser encontrados: o sistema  Pan-Vlax , o  Padrão Internacional  e vários sistemas anglicizados.

### Pan-Vlax
Na literatura descritiva mais recente, uma variedade da ortografia que Ian Hancock termos  Pan-Vlax  provavelmente será usada. Esta ortografia não é uma única forma padronizada, mas antes, um conjunto de práticas ortográficas que exibem um "núcleo" básico de grafemas compartilhados e uma pequena quantidade de divergência em várias áreas. A escrita Pan-Vlax é baseada na escrita latina, aumentada pela adição de vários diacríticos comuns às línguas da Europa Oriental, como o caron.
Na tabela a seguir, as variantes mais comuns dos grafemas são mostradas. Os fonemas usados na tabela são um tanto arbitrários e não se baseiam especificamente em nenhum dialeto atual (por exemplo, o fonema denotado  / dʒ / na tabela pode ser realizado como {{IPA | / ʒ /} },  / ʐ / ou  / ɟ /, dependendo do dialeto):
| Grafema | Fonema  | Exemplo                |
| ------- | ------- | ---------------------- |
| A a     | / a /   | akana agora            |
| B b     | / b /   | barvalo' rico          |
| C c     | / ts /  | cìrdel ele puxa        |
| Č č     | / tʃ /  | čačo verdadeiro        |
| Čh čh   | / tʃʰ / | čhavo garoto           |
| D d     | / d /   | dorjav rio             |
| Dž dž   | / dʒ /  | džukel cachorro        |
| E e     | / e /   | ertimos perdão         |
| F f     | / f /   | foros cidade           |
| G g     | / ɡ /   | gadže não-Rom          |
| H h     | / h /   | harmasari garanhão     |
| Eu eu   | / i /   | ičarel ele esmaga      |
| J j     | / j /   | jag fogo               |
| K k     | / k /   | kaj onde               |
| Kh kh   | / kʰ /  | khamesko ensolarado    |
| L l     | / l /   | lašo bom               |
| M m     | / m /   | manuš homem            |
| N n     | / n /   | nav nome               |
| O o     | / o /   | oxto oito              |
| P p     | / p /   | pekel ele coze         |
| Ph ph   | / pʰ /  | phabaj maçã            |
| R r     | / r /   | rakli garota           |
| WL      | / s /   | sunakaj ouro           |
| WL      | / ʃ /   | šukar doce / bom / bom |
| T t     | / t /   | taxtaj copo            |
| Th th   | / tʰ /  | eles terra             |
| Vc vc   | / u /   | uš lábio               |
| V v     | / ʋ /   | voro primo             |
| X x     | / x /   | xarano sábio           |
| Z z     | / z /   | 'zèleno' verde         |
| Ž ž     | / ʒ /   | žoja Quinta-feira      |

### Anglicizada
A ortografia baseada no inglês comumente usada na América do Norte é, até certo ponto, uma acomodação da ortografia Pan-Vlax aos teclados da língua inglesa, substituindo esses grafemas por diacríticos por dígrafos, como a substituição de  'ts ch sh zh  'para'  c č š ž  '. Esta ortografia particular parece ter surgido espontaneamente porque os falantes do Romani se comunicaram por e-mail, um meio no qual grafemas fora do Latim -1 - charset até recentemente eram difíceis de digitar. Além disso, é esta ortografia que é recomendada para uso pelo estudioso e ativista Romani Ronald Lee.

### Romani na Macedonia
O Romani na Macedônia é escrita com o seguinte alfabeto:
Este alfabeto é usado no sistema educacional da Macedônia para alunos que falam Romani.
| A a | B b   | C c   | Ć ć | Č č   | D d | DŽ dž | E e   |
| F f | G g   | GJ gj | H h | I i   | J j | K k   | KH kh |
| L l | LJ lj | M m   | N n | NJ nj | O o | P p   | PH ph |
| R r | S s   | Š š   | T t | TH th | U u | V v   | Y y   |
| X x | Z z   |       |     |       |     |       |       |

Kepeski and Jusuf (1980) noted that the following alphabet is used by Romani people in Macedonia and Serbia (Kosovo):
| A a   | Ä ä | B b   | C c | Č č | KJ kj (Ćć) | D d | GJ gj (Ǵǵ) |
| DŽ dž | E e | F f   | G g | H h | X x        | I i | J j        |
| K k   | L l | LJ lj | M m | N n | NJ nj      | O o | P p        |
| Q q   | R r | S s   | Š š | T t | U u        | V v | Z z        |
| Ž ž   |     |       |     |     |            |     |            |

## Alfabeto Cirílico
| Maiúsculas | А | Б | В | Г | Ғ | Д | Е | Ё | Ж | З | И | Й | К | Кх | Л | М | Н | О | П | Пх | Р | Рр | С | Т | Тх | У | Ф | Х | Ц | Ч | Ш | Ы | Ь | Э | Ю | Я |
| Minúsculas | а | б | в | г | ғ | д | е | ё | ж | з | и | й | к | кх | л | м | н | о | п | пх | р | рр | с | т | тх | у | ф | х | ц | ч | ш | ы | ь | э | ю | я |

| Maiúsculas | А | Б | В | Г | Ґ | Д | Е | Ё | Ж | З | И | Й | К | Л | М | Н | О | П | Р | С | Т | У | Ф | Х | Ц | Ч | Ш | Ы | Ь | Э | Ю | Я |
| Minúsculas | а | б | в | г | ґ | д | е | ё | ж | з | и | й | к | л | м | н | о | п | р | с | т | у | ф | х | ц | ч | ш | ы | ь | э | ю | я |

Na Grécia, por exemplo, Romani é escrito principalmente com o alfabeto grego (embora muito pouco pareça ser escrito em Romani na Grécia).

## Escrita Árabe
A escrita árabe também foi usada, por exemplo, no Irã. Mais importante ainda, o primeiro periódico produzido por Roma para os Roma foi impresso na escrita árabe na década de 1920 em Edirne na Turquia. Era chamado de "Laćo", que significa "bom".

## Comparação de Alfabetos
| IPA   | Alfabeto do Congresso Mundial Romani 1971 | Alfabeto Lovari Húngaro | Alfabeto Carpato Húngaro | Pan-Vlax                                                                | Alfabeto nternacional Romani Padrão | Alfabeto Romani Americano | Alfabeto Oficial de Ensino da Macedônia | Alfabeto popular macedônio (Kepeski e Jusuf 1980) | Escrita Cirílica                                                            | Escrita Cirílica do Dialeto Kalderash | Escrita Cirílica do Dialeto Ruska Roma |  |
| [a]   | A                                         | A                       | A                        | A                                                                       | A                                   | A                         | A                                       | A a                                               | А,Depois de consoante Forte</ref> Я Depois de consoante palatal Suave</ref> | А, Я                                  | А, Я                                   |  |
| [b]   | B                                         | B                       | B                        | B                                                                       | B                                   | B                         | B                                       | B b                                               | Б                                                                           | Б                                     | Б                                      |  |
| [ts]  | C                                         | C                       | C                        | C                                                                       | C, Ç                                | Ts                        | C                                       | C c                                               | Ц                                                                           | Ц                                     | Ц                                      |  |
| [tʃ]  | Ch                                        | Ch                      | Ch                       | Č                                                                       | Ć                                   | Ch                        | Č                                       | Č č                                               | Ч                                                                           | Ч                                     | Ч                                      |  |
| [tʃʰ] |                                           |                         | Chh                      | Čh                                                                      | Ćh                                  |                           |                                         |                                                   | Чх                                                                          |                                       |                                        |  |
| [dz]  |                                           | Dz                      | Dz                       |                                                                         | Ʒ                                   |                           |                                         |                                                   |                                                                             |                                       |                                        |  |
| [dʒ]  | J                                         | Dzh                     | Dzh                      | Dž                                                                      | Dź                                  | J                         | Dž                                      | DŽ dž                                             | Дж                                                                          | Дж                                    |                                        |  |
| [d]   | D                                         | D                       | D                        | D                                                                       | D, Θ                                | D                         | D                                       | D d                                               | Д                                                                           | Д                                     | Д                                      |  |
| [ɟ]   | Dy                                        | Dy                      | Dy                       |                                                                         |                                     |                           | Gj                                      | GJ gj (Ǵǵ)                                        |                                                                             |                                       |                                        |  |
| [e]   | E                                         | E                       | E                        | E                                                                       | E                                   | E                         | E                                       | E e                                               | Э,"Forte" e "Suave"                                                         | Э,"Forte" e "Suave"                   | Э,"Forte" e "Suave"                    |  |
| [ə]   |                                           |                         |                          | Ə, Ǎ                                                                    | Ë                                   |                           |                                         | Ä ä                                               |                                                                             | Ъ                                     |                                        |  |
| [f]   | F                                         | F                       | F                        | F                                                                       | F                                   | F                         | F                                       | F f                                               | Ф                                                                           | Ф                                     | Ф                                      |  |
| [ɡ]   | G                                         | G                       | G                        | G                                                                       | G, Q                                | G                         | G                                       | G g, Q q                                          | Г                                                                           | Ғ                                     | Ґ                                      |  |
| [h]   | H                                         | H                       | H                        | H                                                                       | H                                   | H                         | H                                       | H h                                               | Г                                                                           | Г                                     | Г                                      |  |
| [i]   | I                                         | I                       | I                        | I                                                                       | I                                   | I                         | I                                       | I i                                               | Ы, И                                                                        | Ы, И                                  | Ы, И                                   |  |
| [j]   | Y                                         | J                       | J                        | J                                                                       | J                                   | Y                         |                                         | J j                                               | Й                                                                           | Й                                     | Й                                      |  |
| [k]   | K                                         | K                       | K                        | K                                                                       | K, Q                                | K                         | K                                       | K k, Q q                                          | К                                                                           | К                                     | К                                      |  |
| [kʰ]  | Kh                                        | Kh                      | Kh                       | Kh                                                                      | Kh                                  | Kh                        | Kh                                      |                                                   | Кх                                                                          | Кх                                    |                                        |  |
| [l]   | L                                         | L                       | L                        | L                                                                       | L                                   | L                         | L                                       | L l                                               | Л                                                                           | Л                                     | Л                                      |  |
| [ʎ]   | Ly                                        | Ly                      | Ly                       |                                                                         |                                     |                           | Lj                                      | LJ lj                                             |                                                                             |                                       |                                        |  |
| [m]   | M                                         | M                       | M                        | M                                                                       | M                                   | M                         | M                                       | M m                                               | М                                                                           | М                                     | М                                      |  |
| [n]   | N                                         | N                       | N                        | N                                                                       | N                                   | N                         | N                                       | N n                                               | Н                                                                           | Н                                     | Н                                      |  |
| [ɲ]   | Ny                                        | Ny                      | Ny                       |                                                                         |                                     |                           | Nj                                      | NJ nj                                             |                                                                             |                                       |                                        |  |
| [o]   | O                                         | O                       | O                        | O                                                                       | O                                   | O                         | O                                       | O o                                               | О, Ё                                                                        | О, Ё                                  | О, Ё                                   |  |
| [p]   | P                                         | P                       | P                        | P                                                                       | P                                   | P                         | P                                       | P p                                               | П                                                                           | П                                     | П                                      |  |
| [pʰ]  | Ph                                        | Ph                      | Ph                       | Ph                                                                      | Ph                                  | Ph                        | Ph                                      |                                                   | Пх                                                                          | Пх                                    |                                        |  |
| [r]   | R                                         | R                       | R                        | R                                                                       | R                                   | R                         | R                                       | R r                                               | Р                                                                           | Р                                     | Р                                      |  |
| [ɻ]   |                                           |                         |                          | Rr, Ř, Rh ou Gh Só existe em alguns dialetos e difere entre eles.</ref> | Rr                                  |                           |                                         |                                                   |                                                                             |                                       | Рр                                     |  |
| [s]   | S                                         | S                       | S                        | S                                                                       | S, Ç (cedilha)                      | S                         | S                                       | S s                                               | С                                                                           | С                                     | С                                      |  |
| [ʃ]   | Sh                                        | Sh                      | Sh                       | Š                                                                       | Ś                                   | Sh                        | Š                                       | Š š                                               | Ш                                                                           | Ш                                     | Ш                                      |  |
| [t]   | T                                         | T                       | T                        | T                                                                       | T, Θ                                | T                         | T                                       | T t                                               | Т                                                                           | Т                                     | Т                                      |  |
| [tʰ]  | Th                                        | Th                      | Th                       | Th                                                                      | Th                                  | Th                        | Th                                      |                                                   | Тх                                                                          | Тх                                    |                                        |  |
| [c]   | Ty                                        | Ty                      | Ty                       | Tj, Ty, Ć, Čj ouT’                                                      |                                     |                           | Ć                                       | KJ kj (Ćć)                                        |                                                                             |                                       |                                        |  |
| [u]   | U                                         | U                       | U                        | U                                                                       | U                                   | U                         | U                                       | U u                                               | У, Ю                                                                        | У, Ю                                  | У, Ю                                   |  |
| [v]   | V                                         | V                       | V                        | V                                                                       | V                                   | V                         | V                                       | V v                                               | В                                                                           | В                                     | В                                      |  |
| [x]   | X                                         | X                       | X                        | X                                                                       | X                                   | X                         | X                                       | X                                                 | Х                                                                           | Х                                     | Х                                      |  |
| [z]   | Z                                         | Z                       | Z                        | Z                                                                       | Z                                   | Z                         | Z                                       | Z z                                               | З                                                                           | З                                     | З                                      |  |
| [ʒ]   | Zh                                        | Zh                      | Zh                       | Ž                                                                       | Ź                                   | Zh                        | Ž                                       | Ž ž                                               | Ж                                                                           | Ж                                     | Ж                                      |  |